# 毛文和
毛文和（？—1759年11月12日（乾隆二十四年九月二十三日）），和名浦添親方安臧（一作安藏、安㵴），琉球國第二尚氏王朝政治家、三司官。
乾隆七年（1742年），毛文和以耳目官的身份，與正議大夫蔡用弼（湖城親雲上）等人前往清朝朝貢。乾隆九年（1744年）自福州起航歸國，途中遭遇風暴，飄到八重山。乾隆十年（1745年）歸國後，為稟報進貢使公務全竣回國事，毛文和奉命出使薩摩藩。乾隆十四年（1749年），因去年慶賀使團受到日本江戶幕府將軍德川家重的優待、且寄賜品物是出於薩摩藩藩主島津宗信之恩，毛文和奉命出使薩摩藩謝恩。乾隆十七年（1752年），以謝恩副使的身份，與正使尚宣謨（今歸仁王子朝忠）一起上江戶，翌年歸國。
乾隆二十年九月八日（1755年10月13日），就任三司官。乾隆二十二年四月十二日（1757年5月29日），賜紫地浮織冠。乾隆二十四年九月二十三日（1759年11月12日）卒。